# زمین‌لرزه ۱۹۸۴ هندوستان
زمین‌لرزه هندوستان  در تاریخ ۳۰ دسامبر ۱۹۸۴ میلادی، برابر با ‎۹ دی ۱۳۶۳، ساعت ۲۳:۳۳:۳۷ به زمان یوتی‌سی در هندوستان رخ داد. ژرفای این زلزله ۲٫۳ کیلومتر بود، و بزرگی آن ۶ در مقیاس Mw اعلام شده‌است. زمین‌لرزه به وقت محلی در روز دوشنبه، ساعت ۴٫۵ روی داده و منطقه زمانی آن یوتی‌سی +۵٫۵ بوده‌است .
سازمان زمین‌شناسی آمریکا نیز رومرکز این زمین‌لرزه را در مختصات ۲۴°۳۸′۲۸″شمالی ۹۲°۵۳′۲۸″شرقی / ۲۴٫۶۴۱°شمالی ۹۲٫۸۹۱°شرقی و ژرفای آنرا در ۲۲ کیلومتر گزارش کرده‌است. بزرگی برگزیدهٔ این سازمان از میان بزرگیهای محاسبه‌شدهٔ مختلف ۵٫۶ در مقیاس Mb بوده و از دید اثر، در میان چهار دسته‌بندی «نامحسوس»، «محسوس»، «زیان‌آور» یا «با تلفات»، زلزله را «با تلفات» اعلام کرده‌است.
پروژهٔ «تنسور گشتاور مرکزوار» زاویه‌های (راستا، شیب، ریک) گسل سازندهٔ زمین‌لرزه و صفحه عمود بر آنرا (°۳۵۲، °۴۶، °۱۲۳) یا (°۱۲۹، °۵۳، °۶۱) و نوع گسل را «معکوس» فرارسانده‌است.
شمار کشتگان زلزله حدود ۲۰ نفر بوده‌است.تعداد زخمیان ۱۰۰ نفر برآورده شده‌است.بی‌خانمان شدگان نیز ۱۰۰۰۰ نفر اعلام شده‌است.